# Ilona Slupianek
Ilona Slupianek, nata Schoknecht (Demmin, 24 settembre 1956), è un'ex pesista e discobola tedesca, vincitrice della medaglia d'oro alle Olimpiadi di Mosca 1980.
In carriera ha vinto anche due ori europei a Praga 1978 ed Atene 1982, oltre che un bronzo ai Mondiali 1983, sempre nel getto del peso.

## Biografia
Nel 1980 ha migliorato due volte il record mondiale, che ha detenuto dal 2 maggio di quell'anno fino al 27 maggio 1984, quando fu superata da Natal'ja Lisovskaja. Ha stabilito la miglior prestazione mondiale stagionale per 6 anni consecutivi, fra il 1978 e il 1983.

## Doping
Dopo aver dominato la gara di getto del peso nell'edizione della Coppa Europa del 1977, è stata trovata positiva ad un test antidoping al nandrolone e squalificata per un anno dalle competizioni.
Nel 1991 molti atleti vennero trovati positivi ai test antidoping, l'ex atleta Brigitte Berendonk, Werner Franke e i ricercatori della Militärmedizinische Akademie Bad Saarow iniziano a elaborare diversi studi sul doping. Sulla base di queste ricerche si è arrivati a pensare che moltissimi atleti della GDR per migliorare le proprie prestazioni abbiano fatto uso di doping.
Gli studi hanno rilevato la somministrazione, tra il 1981 e il 1984, di dosi di Oral Turinabol, un anabolizzante.

## Palmarès
| Anno | Manifestazione   | Sede              | Evento           | Risultato | Misura  | Note            |
| ---- | ---------------- | ----------------- | ---------------- | --------- | ------- | --------------- |
| 1973 | Europei juniores | Duisburg          | Getto del peso   | Oro       | 17,05 m |                 |
| 1973 | Europei juniores | Duisburg          | Lancio del disco | Argento   | 52,92 m |                 |
| 1976 | Europei indoor   | Monaco            | Getto del peso   | Bronzo    | 19,36 m |                 |
| 1976 | Olimpiadi        | Montréal          | Getto del peso   | 5ª        | 20,54 m |                 |
| 1977 | Europei indoor   | San Sebastián     | Getto del peso   | Argento   | 21,12 m |                 |
| 1978 | Europei          | Praga             | Getto del peso   | Oro       | 21,41 m |                 |
| 1979 | Europei indoor   | Vienna            | Getto del peso   | Oro       | 21,01 m |                 |
| 1979 | Universiadi      | Città del Messico | Getto del peso   | Oro       | 20,48 m |                 |
| 1980 | Olimpiadi        | Mosca             | Getto del peso   | Oro       | 22,41 m | Record olimpico |
| 1981 | Europei indoor   | Grenoble          | Getto del peso   | Oro       | 20,77 m |                 |
| 1982 | Europei          | Atene             | Getto del peso   | Oro       | 21,59 m |                 |
| 1983 | Mondiali         | Helsinki          | Getto del peso   | Bronzo    | 20,56 m |                 |
| 1987 | Mondiali indoor  | Indianapolis      | Getto del peso   | Argento   | 20,28 m |                 |

## Altre competizioni internazionali
1979
- Coppa Europa di atletica leggera ( Torino)

1981
- Coppa Europa di atletica leggera ( Zagabria)

## Riconoscimenti
- Nel 1980 ha vinto il premio Track & Field Athlete of the Year come atleta donna dell'anno.